# Oleksandr Martynjuk
Oleksandr Andrijovyč Martynjuk (in ucraino Олександр Андрійович Мартинюк?; Dubno, 25 novembre 2001) è un calciatore ucraino, centrocampista dell'Oleksandrija.

## Carriera

### Club
Martynjuk è cresciuto nel settore giovanile del Volyn', dove ha debuttato il 27 agosto 2019 nell'incontro di Kubok Ukraïny vinto ai rigori contro il Podillja.
Nel 2022 è passato a titolo definitivo all'Oleksandrija.

### Nazionale
Ha giocato nella nazionale ucraina Under-23.
Nel 2024 è stato convocato dalla nazionale olimpica ucraina per partecipare ai Giochi della XXXIII Olimpiade.
Il 10 giugno 2025 esordisce in nazionale maggiore nell'amichevole vinta 2-1 contro la Nuova Zelanda.

## Statistiche

### Presenze e reti nei club
Statistiche aggiornate al 24 luglio 2024.
| Stagione        | Squadra         | Campionato      | Campionato | Campionato | Coppe nazionali | Coppe nazionali | Coppe nazionali | Coppe continentali | Coppe continentali | Coppe continentali | Altre coppe | Altre coppe | Altre coppe | Totale | Totale | Totale |
| Stagione        | Squadra         | Comp            | Pres       | Reti       | Comp            | Pres            | Reti            | Comp               | Pres               | Reti               | Comp        | Pres        | Reti        | Pres   | Reti   |        |
| --------------- | --------------- | --------------- | ---------- | ---------- | --------------- | --------------- | --------------- | ------------------ | ------------------ | ------------------ | ----------- | ----------- | ----------- | ------ | ------ | ------ |
| 2019-2020       | Volyn'          | 1L              | 11         | 0          | CU              | 2               | 0               |                    | -                  | -                  |             | -           | -           | 13     | 0      |        |
| 2020-2021       | Volyn'          | 1L              | 21         | 0          | CU              | 0               | 0               |                    | -                  | -                  |             | -           | -           | 21     | 0      |        |
| 2021-2022       | Volyn'          | 1L              | 6          | 0          | CU              | 2               | 0               |                    | -                  | -                  |             | -           | -           | 8      | 0      |        |
| 2022-2023       | Oleksandrija    | PL              | 0          | 0          |                 | -               | -               |                    | -                  | -                  |             | -           | -           | 0      | 0      |        |
| 2023-2024       | Oleksandrija    | PL              | 19         | 0          | CU              | 2               | 0               |                    | -                  | -                  |             | -           | -           | 21     | 0      |        |
| Totale carriera | Totale carriera | Totale carriera | 67         | 0          |                 | 6               | 0               |                    | -                  | -                  |             | -           | -           | 73     | 0      |        |

### Cronologia presenze e reti in nazionale
| Cronologia completa delle presenze e delle reti in nazionale ― Ucraina | Cronologia completa delle presenze e delle reti in nazionale ― Ucraina | Cronologia completa delle presenze e delle reti in nazionale ― Ucraina | Cronologia completa delle presenze e delle reti in nazionale ― Ucraina | Cronologia completa delle presenze e delle reti in nazionale ― Ucraina | Cronologia completa delle presenze e delle reti in nazionale ― Ucraina | Cronologia completa delle presenze e delle reti in nazionale ― Ucraina | Cronologia completa delle presenze e delle reti in nazionale ― Ucraina |
| Data                                                                   | Città                                                                  | In casa                                                                | Risultato                                                              | Ospiti                                                                 | Competizione                                                           | Reti                                                                   | Note                                                                   |
| ---------------------------------------------------------------------- | ---------------------------------------------------------------------- | ---------------------------------------------------------------------- | ---------------------------------------------------------------------- | ---------------------------------------------------------------------- | ---------------------------------------------------------------------- | ---------------------------------------------------------------------- | ---------------------------------------------------------------------- |
| 10-6-2025                                                              | Toronto                                                                | Nuova Zelanda                                                          | 1 – 2                                                                  | Ucraina                                                                | Amichevole                                                             | -                                                                      | 66’                                                                    |
| Totale                                                                 |                                                                        | Presenze                                                               | 1                                                                      |                                                                        | Reti                                                                   | 0                                                                      |                                                                        |